# Tee-shirt

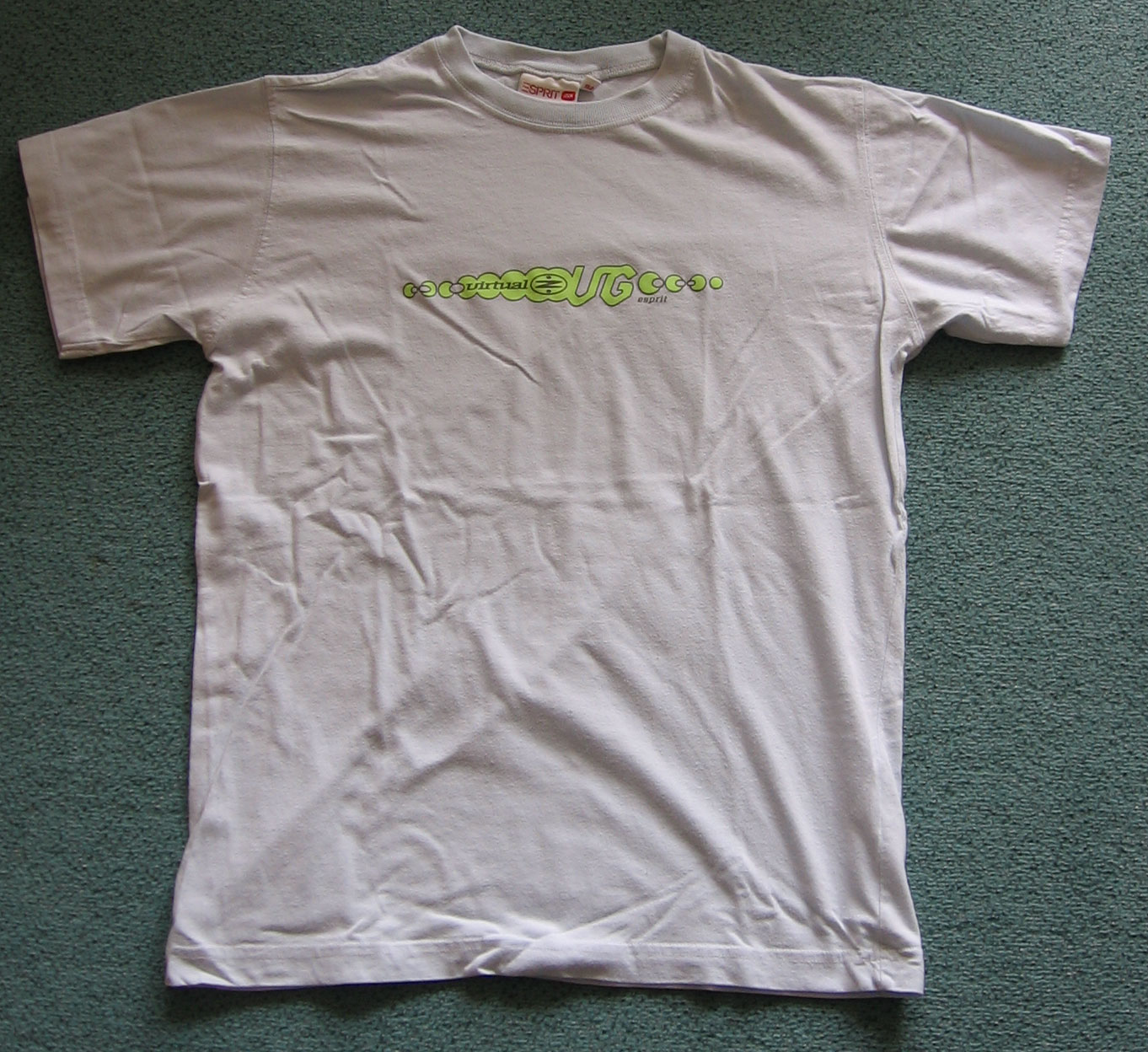
Un tee-shirt

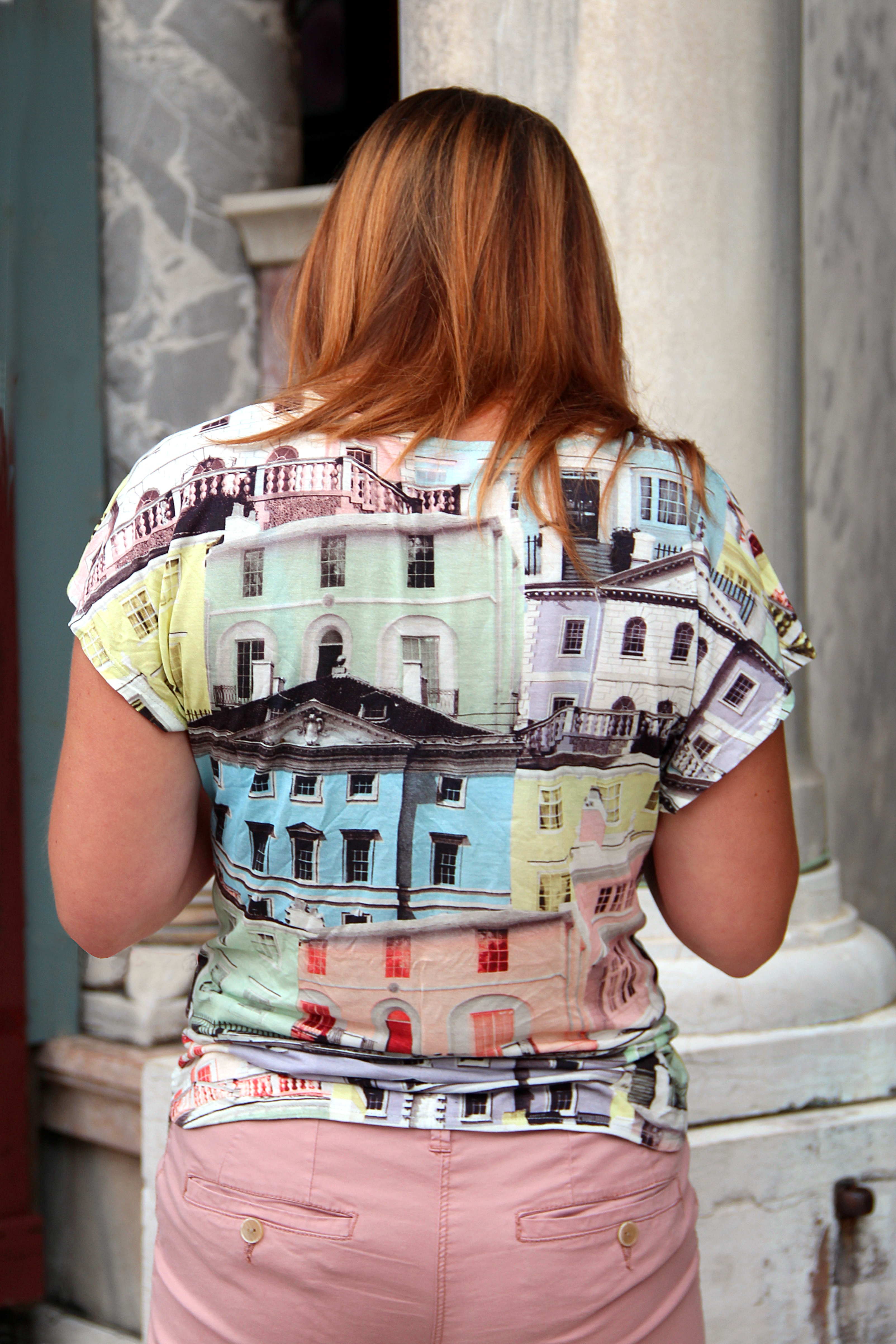
Femme portant tee-shirt à motif architectural.

Un tee-shirt, ou teeshirt,, aussi orthographié T-shirt ou t-shirt (/ti.ʃœʁt/), qui doit son nom à sa forme en « T ». Parfois appelé gilet ou chandail à manches courtes au Canada francophone, appelé maillot de corps en français, sans col et initialement à manches courtes mais éventuellement à manches longues, à capuche ou à col roulé. Il est fabriqué en tissu maillé (extensible), en général en coton ou en fibres polyester. Le T-shirt était originellement porté comme sous-vêtement, mais est désormais employé comme un vêtement à part entière, marquant la décontraction de son porteur, particulièrement l'été.
La matière et la forme différencient un T-shirt et un sweat-shirt : un sweat-shirt est plus épais, souvent réalisé en molleton moins extensible et plus chaud, et il est usuellement à manches longues et coupé plus ample.
Les t-shirts sont peu coûteux à produire et font souvent partie de la fast fashion, ce qui entraîne des ventes disproportionnées de t-shirts par rapport à d'autres vêtements,,,. Les processus de production varient, mais ils peuvent être intensifs sur le plan environnemental et incluent l'impact écologique lié à leurs matériaux, comme le coton, qui nécessite de grandes quantités d'eau et de pesticides.

## Histoire
Le T-shirt, vêtement américain emblématique, serait un emprunt des soldats de l'United States Navy aux marins de la Royal Navy. Selon une autre hypothèse d'un emprunt européen, les troupes américaines combattant en Europe au cours de la Première Guerre mondiale se seraient approprié les maillots de corps en coton léger des travailleurs et soldats locaux. Ce sous-vêtement devint le maillot de corps réglementaire de l'US Navy en 1919. C'est d'ailleurs cette dernière qui, dans un premier temps, a contribué à sa popularité. Il devient un vêtement de dessus vers 1930, grâce au sport et au cinéma, notamment après l'apparition dans cette tenue de Clark Gable dans le film New York-Miami en 1934. Selon certaines sources, la version moderne du T-shirt serait le fruit d'une collaboration en 1932 entre la firme textile Cooper's Jockey avec l'équipe de football des Trojans de l'Université de Californie du Sud. Il devient un vêtement quasi-universel quand les G.I. débarquent en Europe à partir de 1943, via la production massive d'un modèle désignant sa forme le « T-Type Shirt ». En juillet 1942, le magazine Life parait avec en couverture la photographie d'un soldat portant un t-shirt portant l'inscription « Air Corps Gunnery School ». Dans les années 1950, Marlon Brando et James Dean le popularisent. Après le film La Fureur de vivre avec James Dean, le T-shirt devient le vêtement décontracté de référence.
Les fabricants historiques de ce vêtement sont : Fruit of the Loom (Rhode Island, 1851), P.H. Hanes Knitting Company (Hanes, Winston-Salem, 1902), Pilgrim (Sears-Roebuck and Co, Chicago, 1886), et Cooper's Jockey.
Le T-shirt est devenu aussi un support de communication largement utilisé aujourd'hui par les entreprises comme par tout type d'organisation ayant des messages à transmettre. Les premiers T-shirts publicitaires (« I Like Ike ») ou décorés apparaissent à la fin des années 1940. Le premier serait de la campagne présidentielle de Thomas Edmund Dewey en 1948 portant l'inscription « Dew it with dewey » conservé par la Smithsonian Institution. Selon certaines sources, le T-shirt aurait été un support de la promotion du premier film en couleurs Le Magicien d'Oz.

## Modes et coupes
À l'origine, les T-shirts étaient confectionnés à partir de métiers circulaires produisant des tubes, en tricot, jersey, interlock ou côtes (1 × 1 ou 2 × 2). Ils n'avaient donc pas de couture verticale sur les côtés.[réf. nécessaire] La majorité de la production actuelle est, au contraire, composée d'un devant et un dos cousus ensemble.[réf. nécessaire]
Le développement d'une encolure extensible (bord-cote circulaire, tissu maillé) permet au T-shirt d'être enfilé par la tête, se substituant aux autres cols souples mais non extensibles (tissus tissés) en général prévus pour être boutonnés ou lacés (des chemisettes, aux polos / col henley, col tunisien, col à lacets), et aux autres cols plus rigides (chemises). Le T-shirt n'a normalement pas de bouton ni lien, sauf à effets purement décoratifs.

### Coupe
Porté comme sous-vêtement, le T-shirt a plutôt une coupe ajustée à l'instar de sa vocation première de vêtement de corps, ceux portés par les G.I., puis par les acteurs hollywoodiens des années 1950. Par la suite, notamment dans les années 1980 avec le développement du mouvement Hip-hop, il y a eu une mode consistant à porter des T-shirts très amples.
Le plus souvent, un T-shirt couvre le bas du dos. Cependant, certains, notamment les femmes, peuvent le porter très moulant et assez court, dévoilant le nombril et le ventre, on parle alors de crop top.

### Effets décoratifs

#### Couleurs
Comme vêtement de corps, le T-shirt est usuellement blanc. Le gris est également une couleur classique, notamment pour les tee-shirts de sport dans les universités américaines, souvent imprimés. Le vert ou le bleu sont des classiques en vêtements professionnels (militaires).
Le développement du tee-shirt comme vêtement de dessus est allé de pair avec l'élargissement de la palette des coloris.
Le T-shirt peut être pourvu d'une « poche » à la poitrine, à gauche, sans que l'usage de cet ajout ne soit déterminé.
S'il est de couleur claire, il devient semi-transparent une fois mouillé ; c'est sans doute cette particularité qui est à l'origine des concours de tee-shirt mouillés.

#### Encolure
Le T-shirt traditionnel a un col rond. Mais dans les années 40-50, des marques de T-shirts ont commencé à proposer des T-shirts au col en V (qui, dans ce cas, sont appelés par pure logique des V-shirts). Ceux-ci sont devenus très populaires grâce à des célébrités comme Michael Jackson. L'échancrure peut même devenir très large et/ou profonde, n'obligeant plus l'utilisation d'un tissu élastique pour autoriser le passage de la tête.

### Tendances
Le T-shirt est le vêtement adopté par toutes les générations et très populaire. Les stylistes cherchent à en créer toujours de nouveaux : nouvelles formes, nouvelles couleurs, nouvelles matières.
Initialement en pur coton, ce vêtement est aujourd'hui également produit en bambou, matières synthétiques, mélange de coton et divers synthétiques, voire en laine. Pour des usages/milieux particuliers, le T-shirt est décliné en tissu ajouré sans manche type débardeur.
En 2016, plus de 13 milliards de T-shirts ont été fabriqués dans le monde,.

## Vêtements apparentés
Le T-shirt est aussi appelé autrement avec des différences subtiles (gaminet), ou plus ou moins marquées (maillot, chemise, polo).
- Maillot : le terme s'appuie sur la structure du tissu (en maille) extensible. Mais il désigne plus souvent des usages spécifiques précisés pas ses compléments : maillot de corps, maillot de bain.
- Gaminet[pas clair] : la création de ce terme est souvent attribuée à tort à l'Office québécois de la langue française. Il a plutôt été proposé par le linguiste français Jacques Cellard dans les années 1970. Le Grand Dictionnaire terminologique indique que ce terme ne s'est jamais implanté dans l'usage, ni en France ni au Québec[2].
- V-shirt : par pure logique lorsque l'encolure est en V.

## Production et image
Pour un T-shirt, il faut environ 300 g de fil. Pour 300 g de fil, il faut environ 1,3 kg de coton égrené et nettoyé. Pour 1,3 kg de coton, un cueilleur doit récolter quelque 400 capsules pesant chacune entre 2,5 et 4 g. Pour obtenir ces 400 capsules, il faut en moyenne 28 arbustes et 14 m2 de terre. Un bon cueilleur les récolte en quelque dix minutes. Sur un hectare (100 × 100 m), on peut donc récolter environ une tonne de coton permettant de confectionner 750 t-shirts. Par ailleurs, la production d'un seul t-shirt représente la consommation de près de 2 500 litres d'eau. Divers engrais sont également utilisés lors de la confection et de la transformation du t-shirt.
Vêtement basique, souvent peu cher, le T-shirt est un exemple de produit de confection dont la production est largement délocalisée. Pouvant être produit dans des ateliers de misère, à partir de coton d'Ouzbékistan, le T-shirt est devenu, avec la chaussure de sport, un symbole du commerce inéquitable et a suscité un mouvement de réaction au début des années 1990, principalement en Amérique du Nord, le mouvement anti-sweatshops.
Si la demande relative à plus d'éthique quant à la production du coton a pu avoir un certain écho, notamment avec le coton biologique ou labellisé Max Havelaar, le T-shirt équitable dans ses conditions de confection reste un produit de niche. Néanmoins, ces éléments restent porteurs de messages dans le cas du T-shirt éthique (commerce équitable) et du T-shirt en coton biologique. De plus en plus d'entreprises choisissent des T-shirts de fabrication éthique comme support de communication et valorisent de la sorte leur image en faveur du développement durable.
Un sous-produit de l'industrie des T-shirts est également très utilisé aujourd'hui pour le tricot, le tissage, le crochet ou bien encore le macramé. Les chutes de tissus jersey sont recyclés en bandes fines et mis en bobines pour fabriquer un fil utilisé pour créer des tapis, des corbeilles, paniers, sacs, etc. Ces bobines sont appelées tshirt yarn, trapilhos, lirette ou encore zpagettis selon le pays.

## Personnalisation

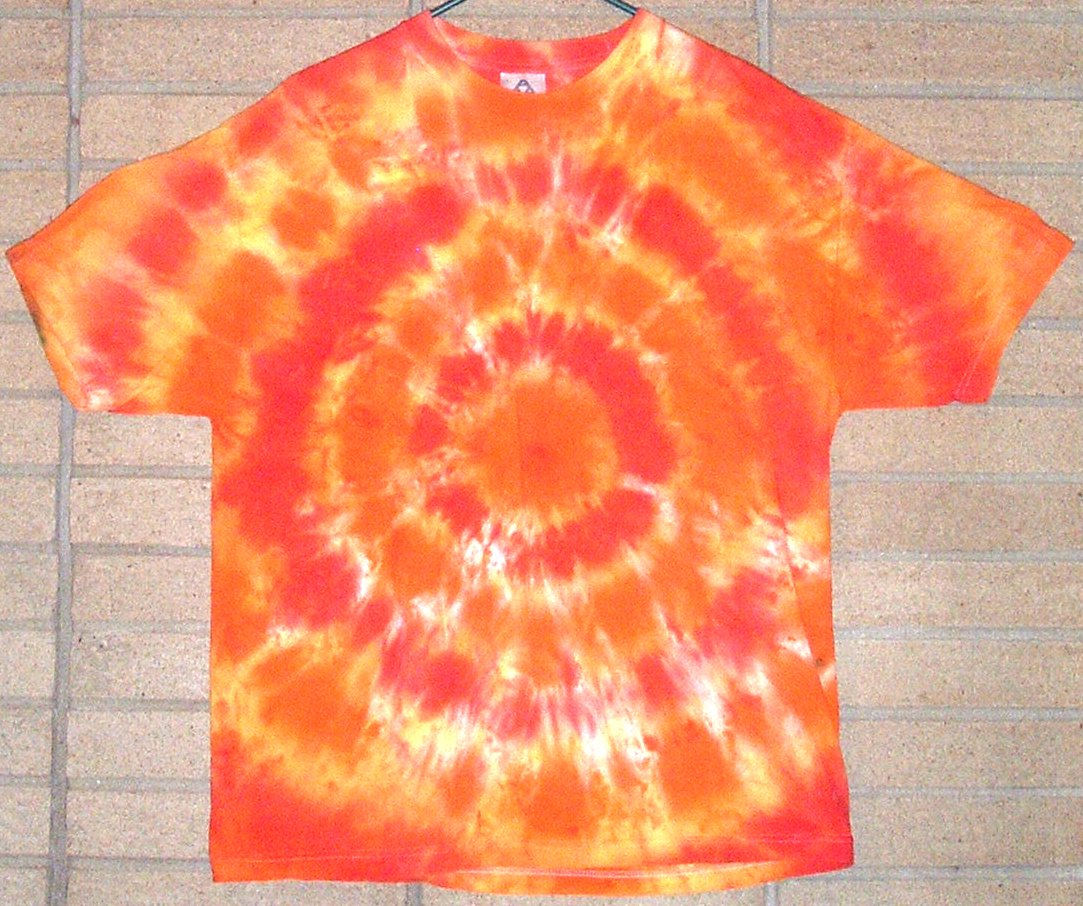
Exemple de tee-shirt personnalisé.

Les méthodes de décoration et de personnalisation de T-shirts sont diverses, chacune ayant des avantages et inconvénients différents en fonction de l'usage, du coût, du nombre de couleurs, de la résistance, du nombre d'exemplaires fabriqués, de la personnalisation à réaliser. On trouve notamment l'impression par aérographe, par applique, par broderie, par flocage (poudre gonflante à chaud), par feutrine thermo-collée, par sublimation et par sérigraphie directe ou transfert sérigraphié. Certaines imprimantes laser sont capables d'imprimer une image par sublimation sur du papier spécifique, avec un effet miroir, afin de la transférer ensuite sur T-shirt.
Il est possible également, dans certains cas, d'utiliser plusieurs techniques de personnalisation sur un même T-shirt : sérigraphie et feutrine, ou marquage par applique et broderie par exemple.
Dans les années 1980, de la teinture thermochromatique était utilisée pour fabriquer des T-shirts qui changeaient de couleur au contact de la chaleur. Cette marque de T-shirt, Global Hypercolour, a connu un franc succès au Royaume-Uni pendant de nombreuses années mais a depuis disparu. Elle était aussi répandue aux États-Unis à la fin des années 1980 notamment auprès des adolescents. Le problème de ces vêtements résidait dans le fait que la teinture s'abîmait rapidement dans l'eau chaude et déteignait au lavage.

### Personnalisation par sublimation thermique
Pour l'impression par sublimation le vêtement doit être en polyester. C’est pourquoi il faut des T-shirt spécifiquement adaptés à la sublimation, soit avec intérieur coton et extérieur polyester, soit en microfibre ou coton et polyester.
Les T-shirt coton/polyester restent les moins coûteux, mais avec une durée d'utilisation limitée. De nos jours ce sont les T-shirts en coton bio qui sont les plus prisés, car moins allergènes et certaines marques et distributeurs participent au développement durable et commerce équitable dans toutes les étapes de fabrication et production de T-shirt en coton bio.
La technique du marquage par sublimation est utilisée, par exemple, pour les T-shirts de paint ball ou ceux destinés au moto-cross.